# CC 7100
Les CC 7100 sont une série de locomotives électriques construites par Alsthom. Elles sont issues des deux prototypes CC 7001 et CC 7002 construits en 1949 qui expérimentaient le principe de l’adhérence totale (toutes les roues sont motrices) pour les locomotives de puissance. Par deux fois, les CC 7100 ont battu le record de vitesse sur rail. Les CC 7100 étaient vendues aussi à l'export (Espagne, Algérie, Chine, URSS, Pays-Bas et Maroc).

## Genèse et mise au point

### Origines

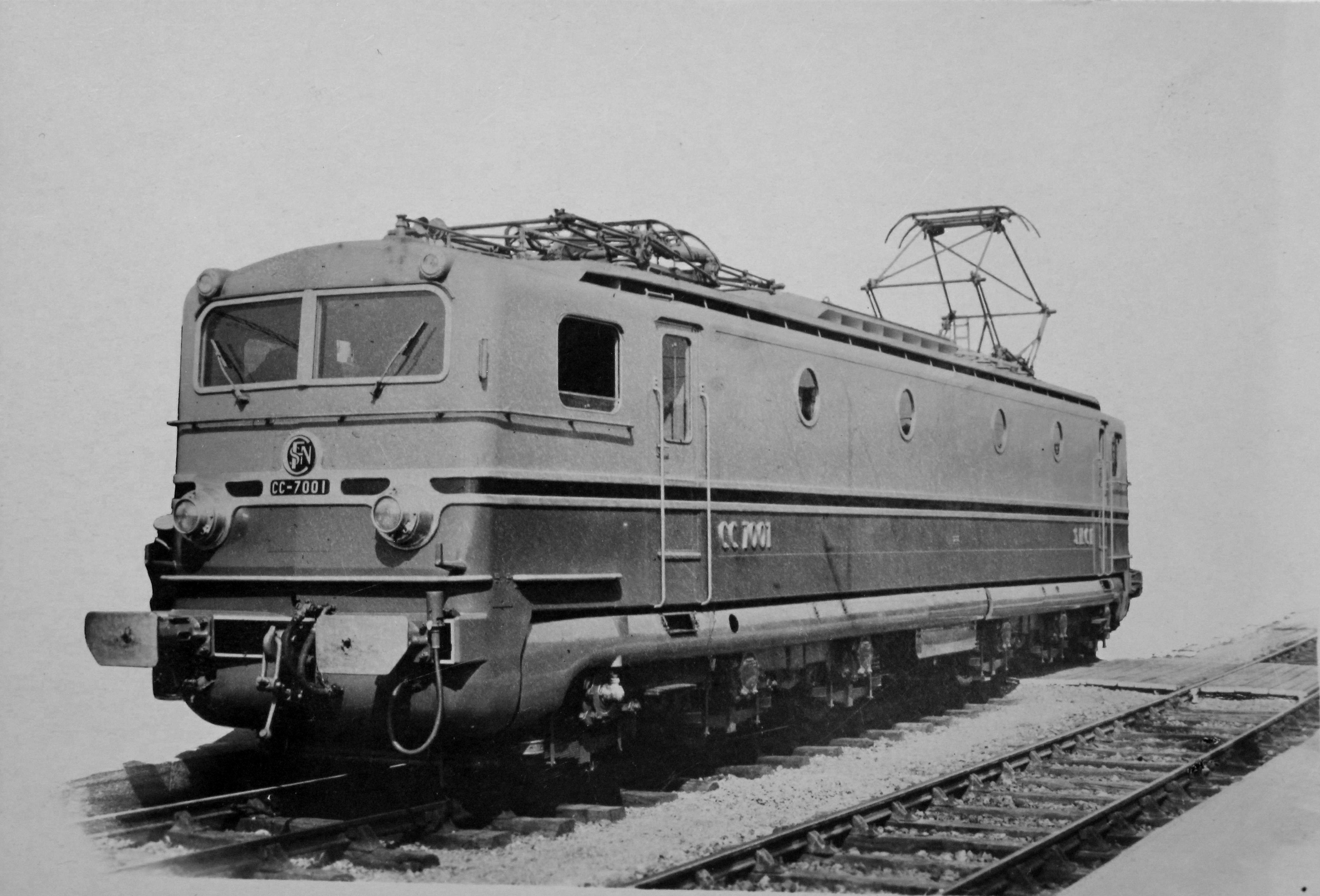
CC 7001, un des deux prototypes.

Les premières locomotives électriques, héritières des locomotives à vapeur, comportaient des roues motrices encadrées par des roues porteuses. À la sortie de la guerre, en 1945, les premières commandes concernent un type éprouvé, celui des 2D2 9100. Cependant, la division d'étude de traction électrique (DETE) envisage déjà de passer à des machines à adhérence totale :  toutes les roues sont motrices. Les BB 8100 sont vite mises au point, mais manquent singulièrement de puissance. Dans ce contexte, les CC 7001 et 7002, sont les prototypes de la future série alliant vitesse et puissance de traction. Le cahier des charges prévoyait la remorque de trains de 850 tonnes à 150 km/h en rampe de 2‰ et à 115 km/h en rampe de 8‰. La charge par essieu ne devait pas dépasser 22 tonnes pour ménager la voie.
Alsthom propose une locomotive de type CC (2 bogies de trois essieux moteurs chacun). Le projet prévoyait une locomotive entièrement nouvelle, réalisée avec des techniques électriques connues et éprouvées et une recherche d'allègement. Les deux prototypes CC 7001 et 7002 sont mis en service respectivement en mai et en 1949,.

### La série CC 7100
Dans un premier temps, la SNCF commande à Alsthom et Fives-Lille/CEM 43 exemplaires de la série CC 7100. Ceux-ci sont livrés entre 1952 et 1954. Puis, quinze locomotives supplémentaires sont réceptionnées entre 1954 et 1955. Ces 58 locomotives sont numérotées CC 7101 à 7158,.
Leur ligne, reconnaissable par leurs fenêtres latérales en « œil de bœuf », est due au crayon de Paul Arzens. Ce fut la première locomotive qu'il dessina pour la SNCF.

### Descendance
Des locomotives du même type ont été exportées en Espagne (136 exemplaires), aux Pays-Bas (16 exemplaires), en Algérie (8 exemplaires), au Maroc (7 exemplaires), en URSS (50 exemplaires) et en Chine (26 exemplaires, + une seconde série de 40 exemplaires).

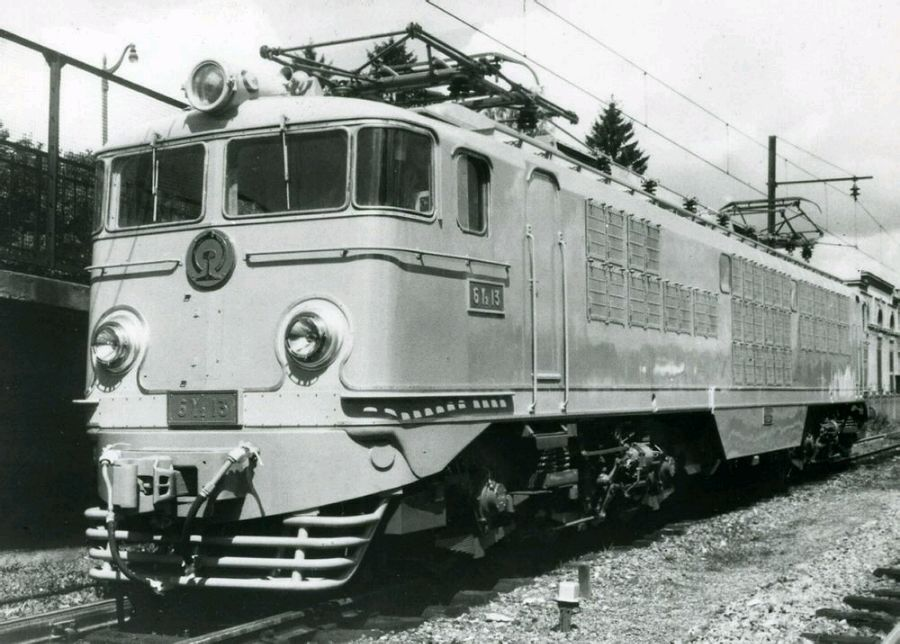
6Y2, la version chinoise
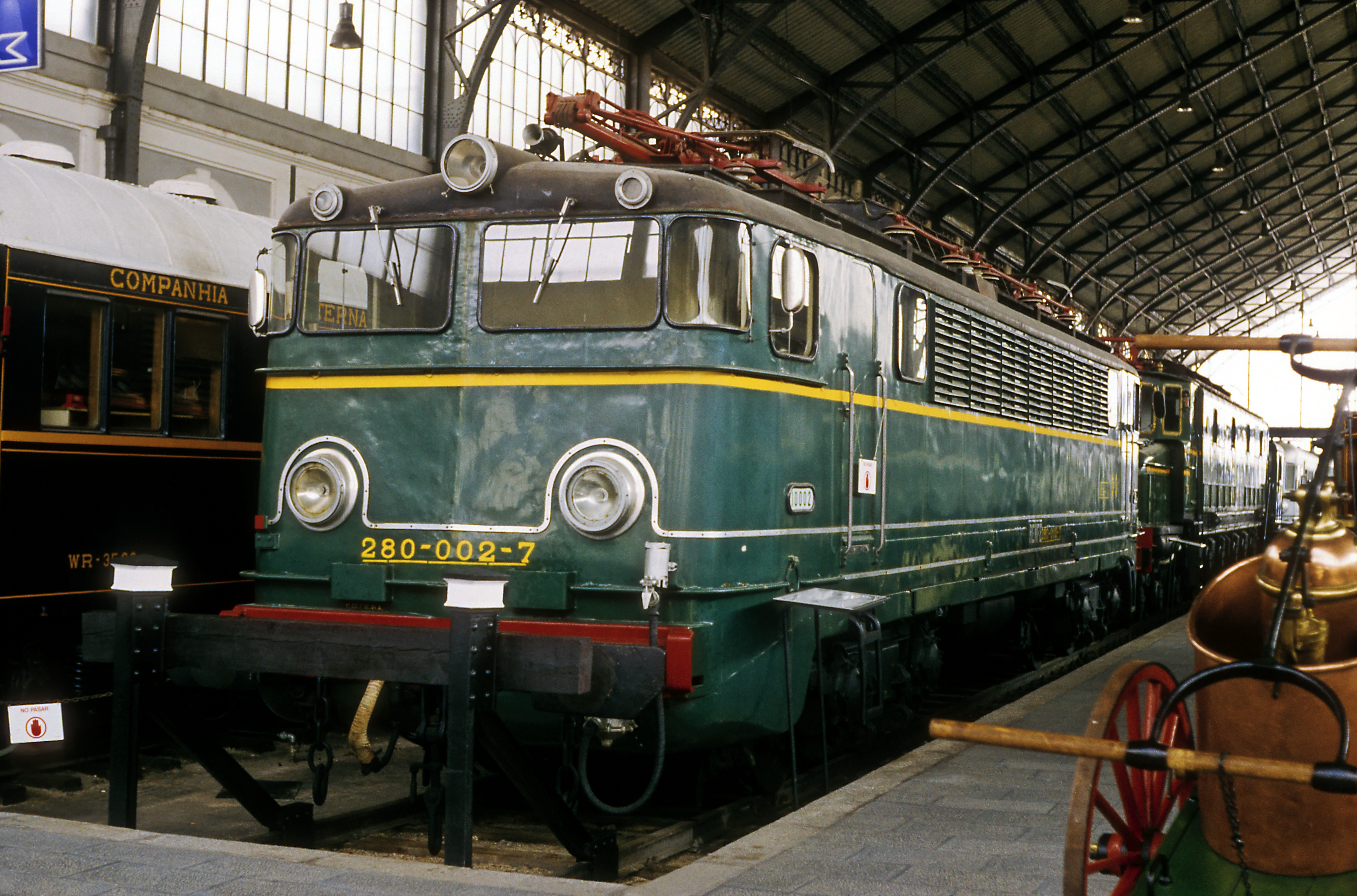
280 espagnole de la RENFE
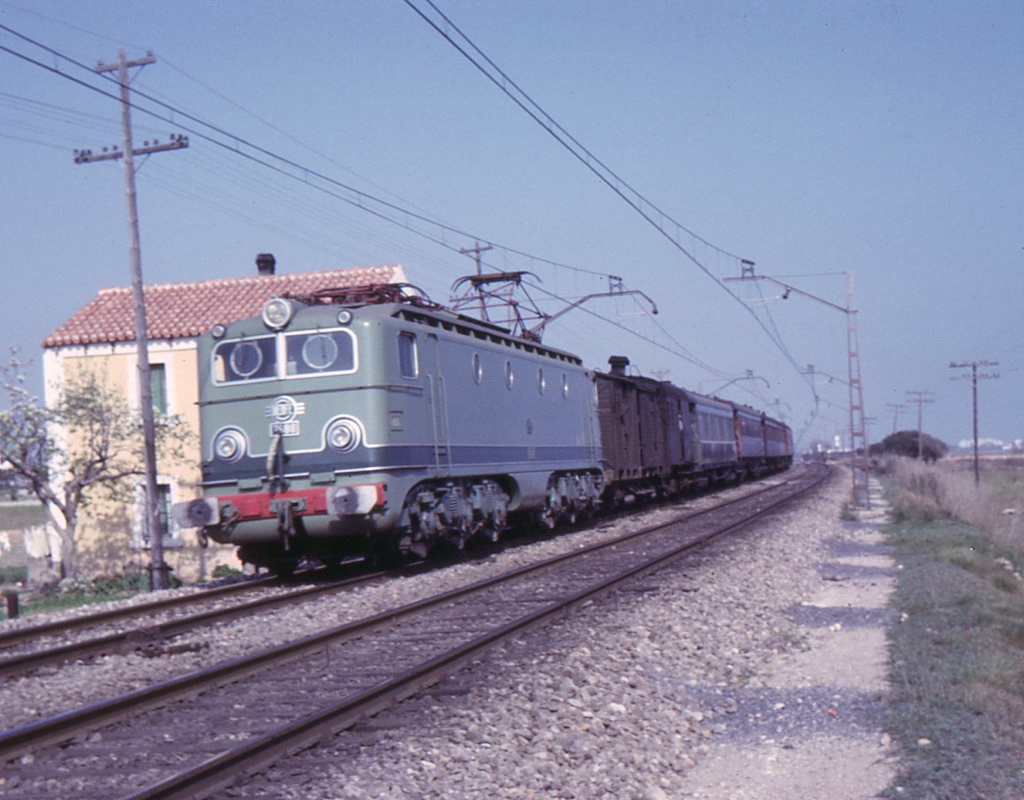
CC Alsthom entre Barcelone et Tarragone en 1967
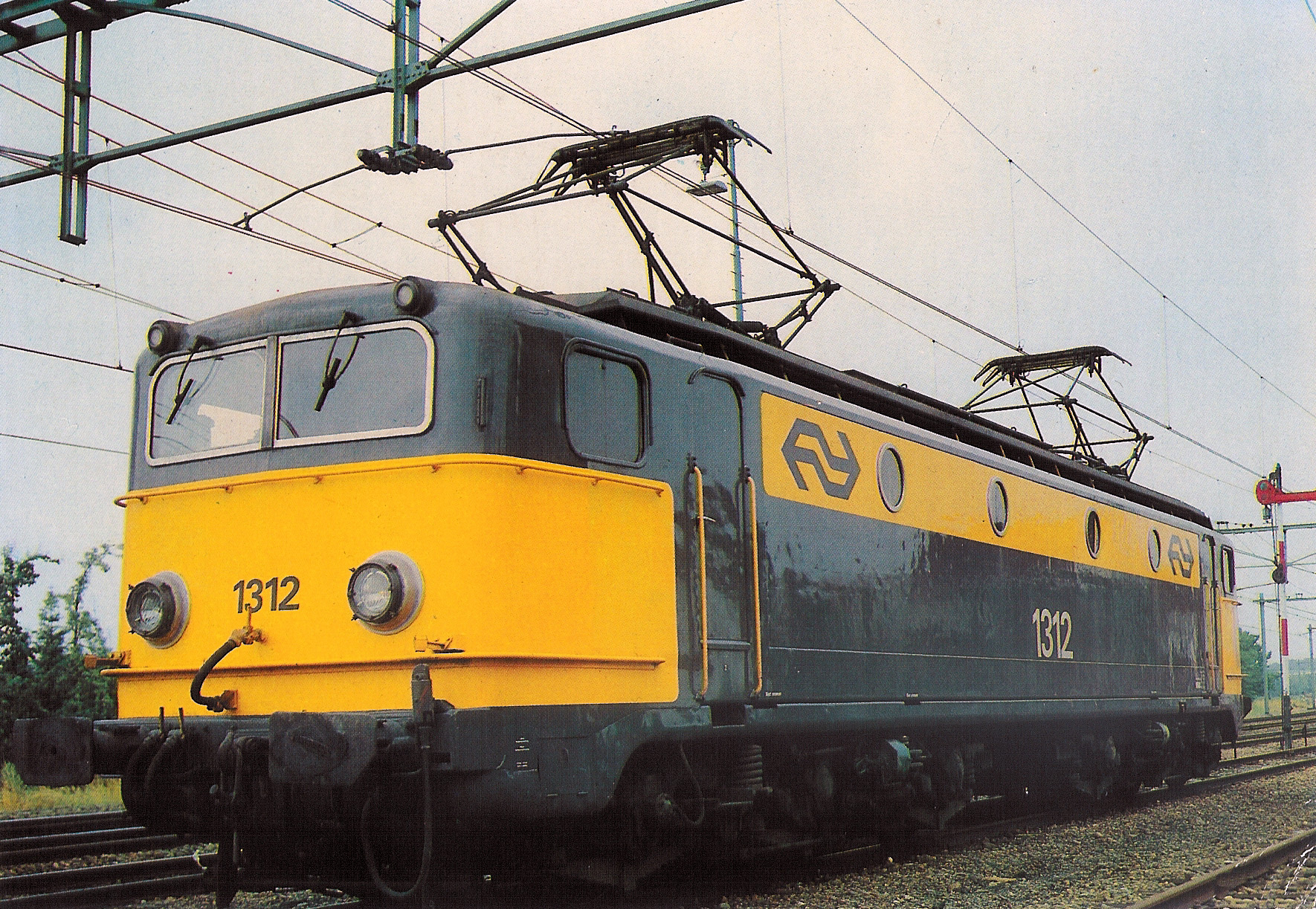
1312 néerlandaise des NS

### Évolution
Leur grande révision générale dans les années 1970 modifia leur allure par :
- le retrait des jupes ;
- la suppression des fanaux d’angle ;
- l’adjonction de feux rouges près des phares ;
- une face avant retouchée (pare-brise, gouttière…).

## Machines particulières

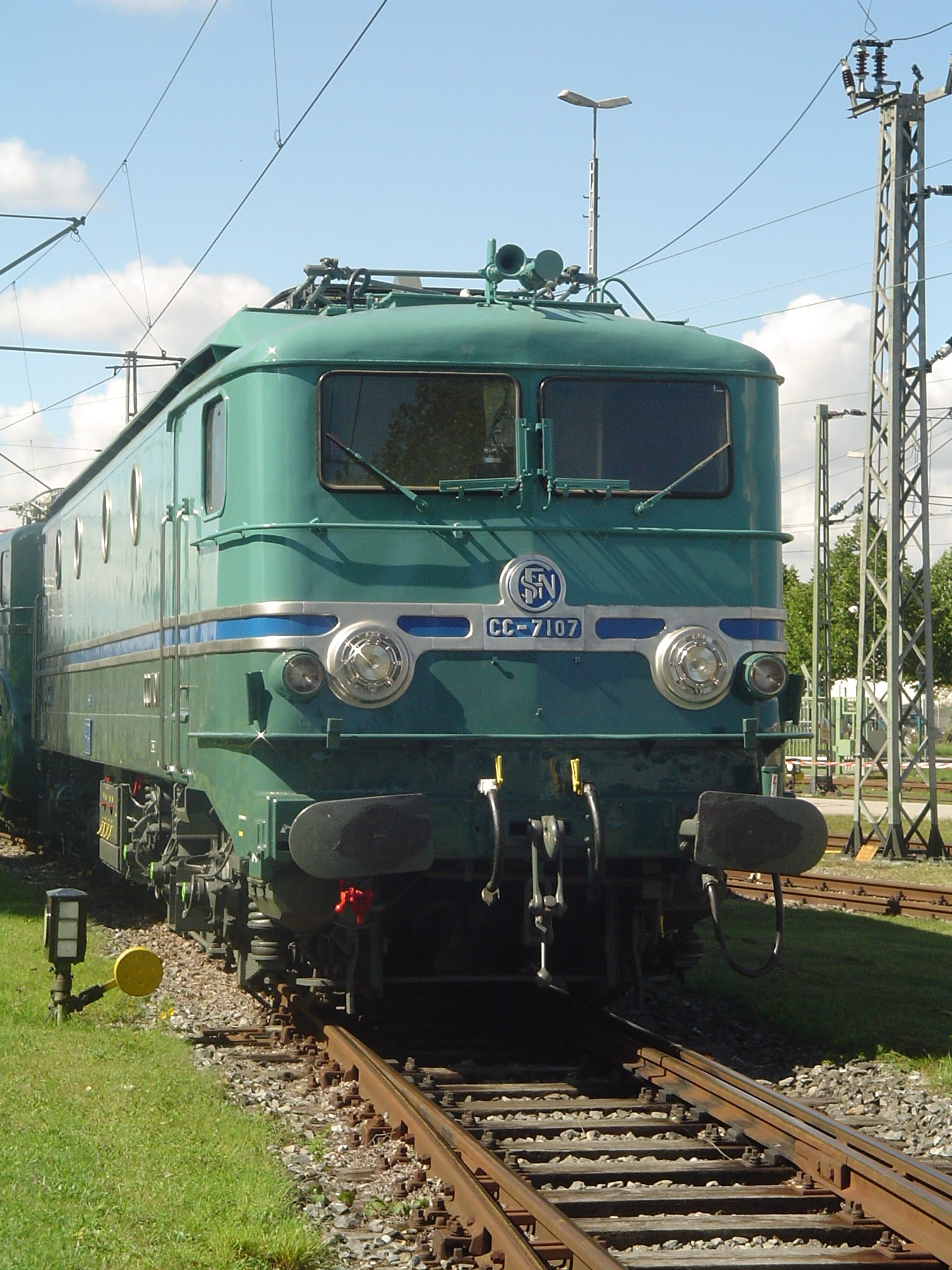
La CC 7107 du record du monde.

- CC 7107 : avec une pointe réelle à 325 km/h le 28 mars 1955[4] à Labouheyre, elle est pourtant « officiellement » codétentrice du record de vitesse sur rail à 331 km/h avec la BB 9004 ; la vitesse de 331 km/h, effectivement atteinte par la BB 9 004, a été attribuée aux deux machines pour ne léser ni favoriser aucun constructeur[5]. En 1989, pour les 150 ans des NS la machine se rend aux Pays-Bas pour une exposition à Utrecht et reçoit à cette occasion des pantographes de la cousine locale NS Class 1300[6]. Elle a été retirée du service actif en 1999. Le 28 mai 2014, elle était visible à la Cité du train de Mulhouse. Elle a également été présentée en Gare de Lyon à Paris lors des Journées du Patrimoine 2015[7].
- CC 7121 : cette machine a battu un premier record du monde de record de vitesse sur rail le 21 février 1954 à Vougeot avec 243 km/h[8].
- CC 7124, 7128, 7133, 7135, 7138 et 7140 dites « Maurienne » : équipées de frotteurs latéraux pour prise de courant par troisième rail sur la ligne de la Maurienne (modifiées d'octobre 1959 pour la première à 1969, et remises au type en 1976) et basées à Chambéry.

## Services effectués
Elles assurèrent la traction de trains rapides comme le Mistral dans le Sud-Est ou le Drapeau et le Sud-Express dans le Sud-Ouest.
- Paris - Les Aubrais - Saint-Pierre-des-Corps - Poitiers - Angoulême - Bordeaux - Dax - Bayonne - Hendaye
- Paris - Les Aubrais - Vierzon - Limoges - Brive-la-Gaillarde - Cahors - Montauban - Toulouse
- Paris - Lyon - Valence-Ville - Avignon - Marseille dont le train « Le Mistral »
- Paris - Montargis[9]
- Bordeaux - Toulouse - Narbonne - Béziers - Montpellier - Nîmes - Marseille
- Lyon - Ambérieu - Culoz - Chambéry - Montmélian - Modane
- Lyon - Ambérieu - Culoz - Bellegarde - Genève (en service international)
- Lyon - Saint-Étienne
- Gare de Dijon-Ville - Dole
- Miramas - Villeneuve-Saint-Georges (service des marchandises)
- Mâcon - Ambérieu
- Culoz - Bellegarde - Genève
- Narbonne - Perpignan - Cerbère

(liste non exhaustive)
Elles finirent leur carrière au Fret SNCF le 28 décembre 2001.

## Dépôts titulaires
- Avignon (avec récupération des effectifs de Paris - Sud-Ouest à partir de 1976 jusqu'au 31 mai 1977[9] et Chambéry[10] en 1978[11] à décembre 2001)
- Chambéry (avec six locomotives à frotteurs latéraux CC 7124, 7128, 7133, 7135, 7138 dont cette avant-dernière est la première équipée et 7140 supprimés fin 1976[10], d’octobre 1958 à 1977[9], puis transfert à Avignon[11])
- Lyon-Mouche (de février 1953 jusqu'en 1961 puis mutation à Villeneuve[9])
- Paris-Charolais (15 juin 1952 à 1954[9] puis mutation à Paris - Sud-Ouest)
- Paris - Sud-Ouest (antérieur au 1er avril 1958[12] puis mutation à Avignon à partir de 1976 jusqu'au 31 mai 1977[9])
- Villeneuve (de février 1958 puis mutation à Chambéry à partir de 1969[9] jusqu'avant le 1er janvier 1970[13])

## Machines préservées (2022)
- CC 7002 (prototype[1]) : APMFS à Ambérieu-en-Bugey (Ain)
- CC 7102 : Association pour la Préservation du Matériel Ferroviaire Savoyard (APMFS) de Chambéry (Savoie) (depuis la disparition de l'association de la CC 7102, en 2009)
- CC 7106 : Association pour la Préservation du Matériel Ferroviaire Savoyard (APMFS) de Chambéry (Savoie)
- CC 7107 : Cité du train à Mulhouse (Haut-Rhin)
- CC 7121 : Exposée au Musée du Chemin de Fer à Nîmes
- CC 7140 : Écomusée du haut-pays et des transports à Breil-sur-Roya (Alpes-Maritimes)

## Modélisme
Cette locomotive a été reproduite :
- en O par la firme JEP, AMJL, LOMBARDI
- en HO par les firmes Gérard-TAB, HOrnby-acHO, Roxy, Piko, Rivarossi, Electrotren, Jouef , Lima et REE Modeles.
- en N par les firmes Arnold, Del Prado, Roco et Startrain

## Galerie

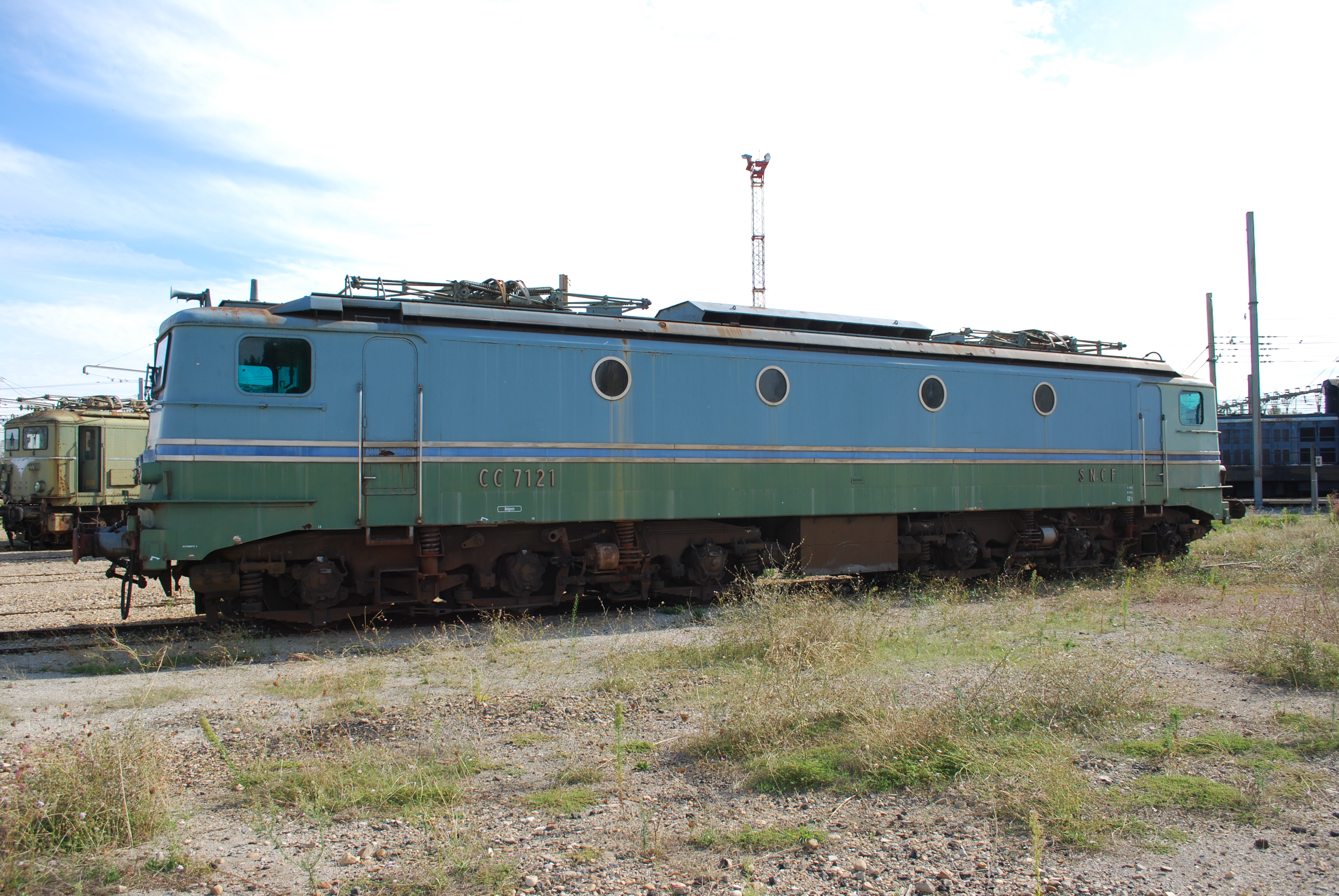
La CC 7121 Miramas dans les Bouches-du-Rhône en 2010.
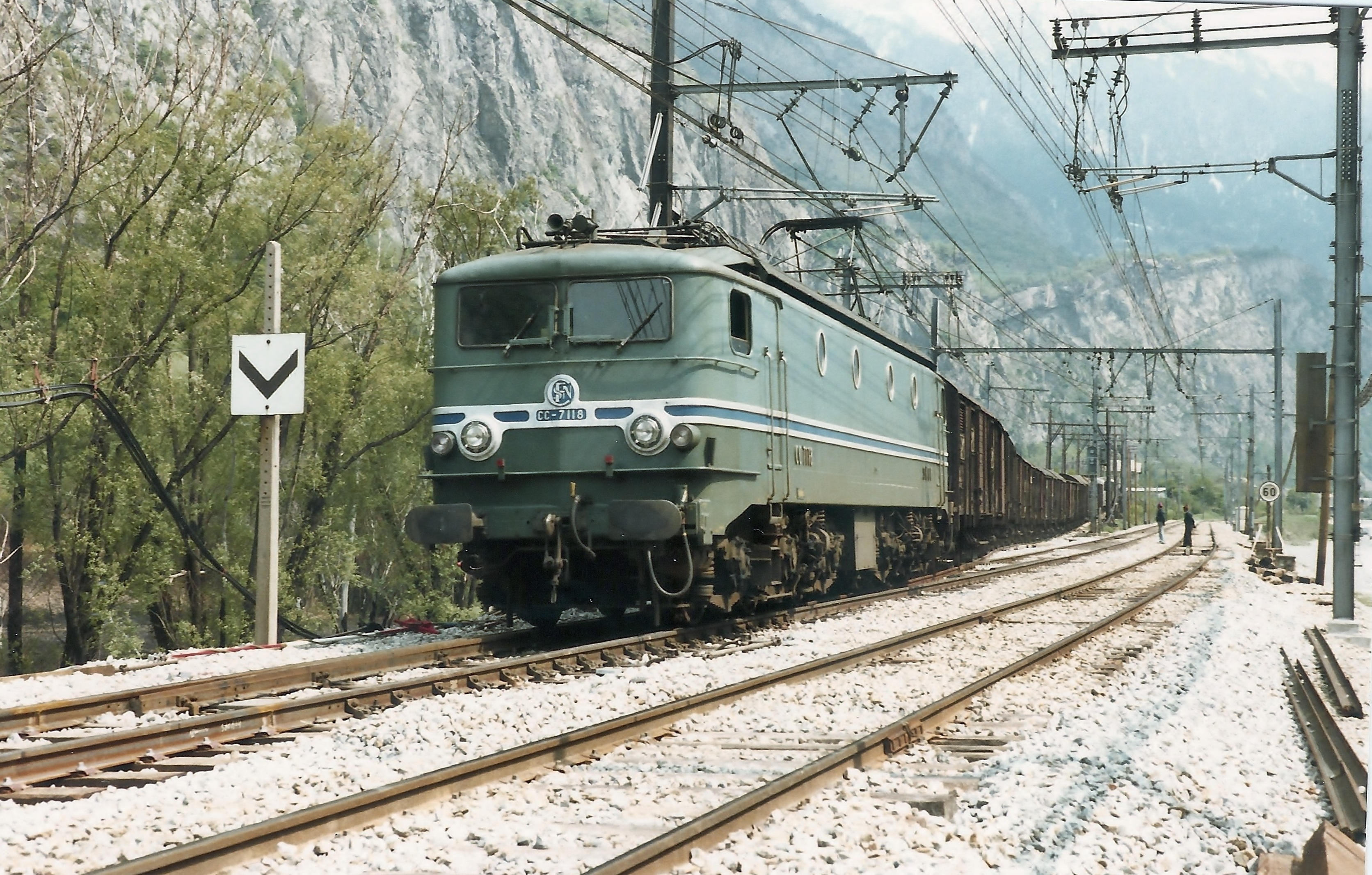
La CC 7118 quittant l'évitement de Pontamafrey en Maurienne (Savoie) au début des années 1980.
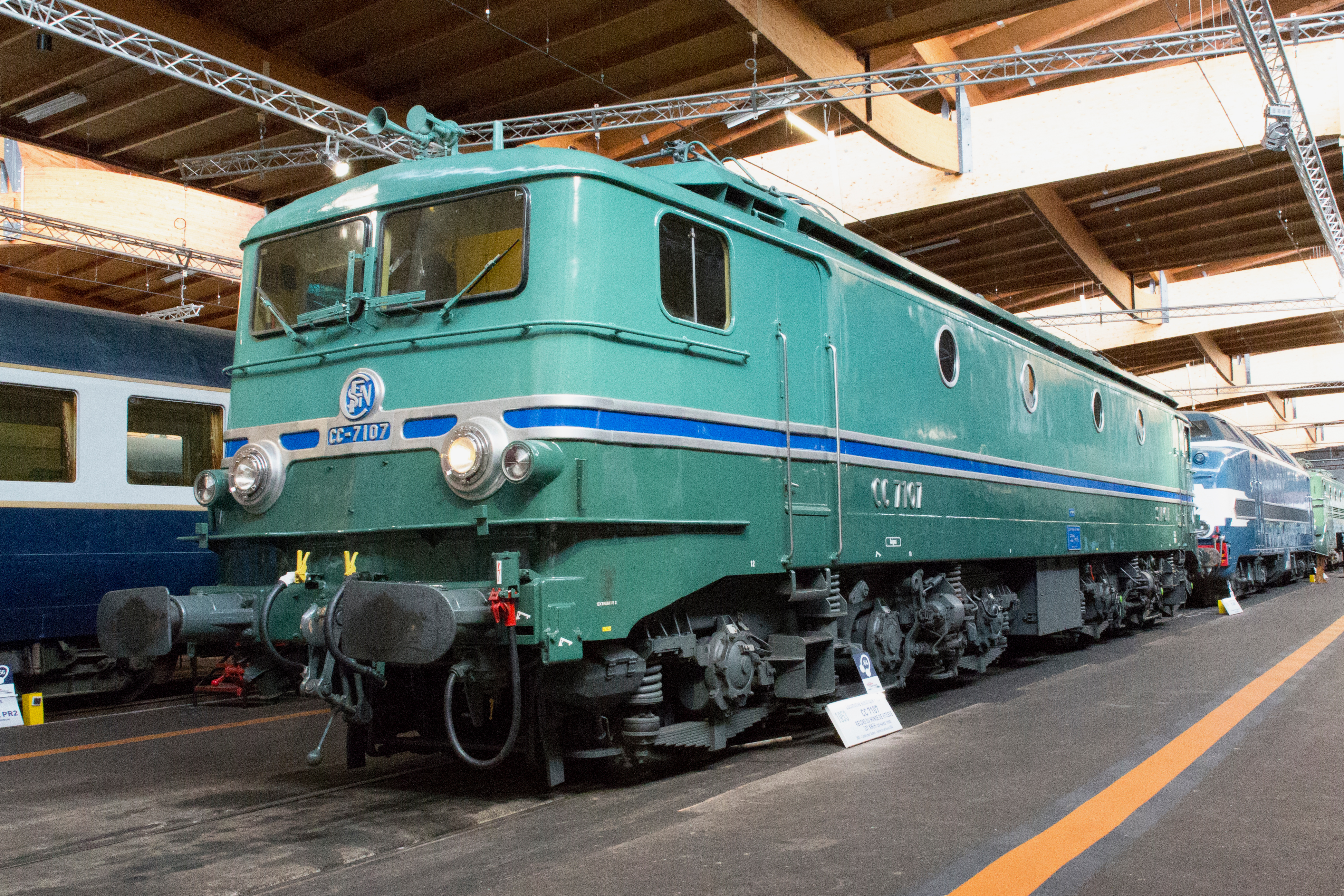
La CC 7107 à la Cité du train.
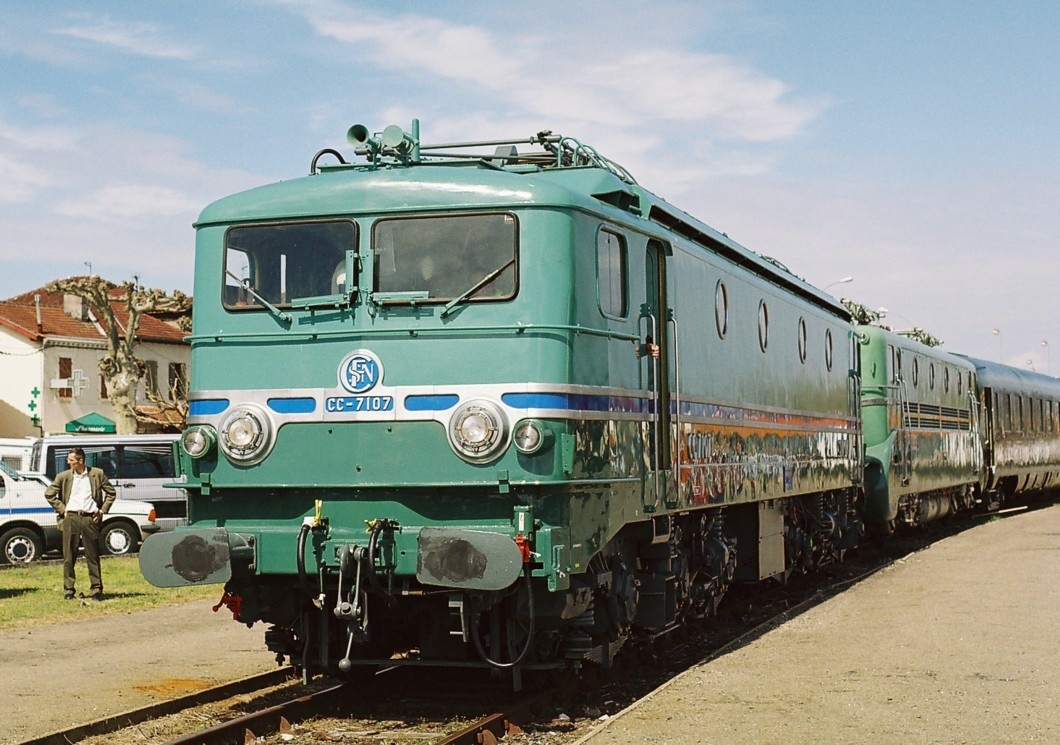
Les deux championnes du monde à Morcenx (Landes) en 2005.